# Полномочные представители президента Российской Федерации по урегулированию конфликтов
Президенты Российской Федерации Б.Н. Ельцин, В. В. Путин и Д. А. Медведев назначали своих полномочных представителей по урегулированию конфликтов в Приднестровье, Нагорном Карабахе, Таджикистане и Украине. Как правило, обязанности полномочного представителя возлагались на дипломатических работников Министерства иностранных дел России. 
Ниже приводится список лиц, назначавшихся полномочными представителями президента Российской Федерации по урегулированию конфликтов. После даты назначения или освобождения от должности стоит номер Указа или распоряжения президента, которым произведено назначение или освобождение от должности.
Полномочный представитель президента Российской Федерации в объединённой Контрольной комиссии по урегулированию вооружённого конфликта в Приднестровском регионе Республики Молдова
- Начальник Восточно-Сибирского регионального центра ГКЧС России Москалец Александр Петрович (7 августа 1992 г., № 424-рп – 15 октября 1992 г., № 582-рп)

Полномочный представитель президента Российской Федерации в переговорном процессе политического урегулирования конфликта в Приднестровском регионе Республики Молдова
- Заместитель министра иностранных дел Российской Федерации Берденников Григорий Витальевич (15 октября 1992 г., № 582-рп – 28 декабря 1993 г., № 786-рп)
- Главный советник Департамента стран СНГ МИДа России Васев Владилен Михайлович (28 декабря 1993 г., № 786-рп – 22 декабря 1995 г., № 552-рп)
- Главный советник Третьего Европейского департамента МИДа России Карлов Юрий Евгеньевич (22 декабря 1995 г., № 552-рп – 24 апреля 1998 г., № 148-рп)
- Морозов Игорь Витальевич (24 апреля 1998 г., № 148-рп – 3 сентября 1999 г., 322-рп)
- Новожилов Александр Сергеевич (3 сентября 1999 г., № 322-рп – 8 августа 2000 г., № 1462)

Полномочный представитель президента Российской Федерации в переговорном процессе политического урегулирования конфликта в Нагорном Карабахе
- Посол по особым поручениям Министерства иностранных дел Российской Федерации, руководитель посреднической миссии России по мирному урегулированию в Нагорном Карабахе Казимиров Владимир Николаевич (23 февраля 1994 г., № 96-рп – 3 сентября 1996 г., № 456-рп)
- Юкалов Юрий Алексеевич (3 сентября 1996 г., № 457-рп – н/д)

Полномочный представитель президента Российской Федерации по Таджикистану
- Михайлов Евгений Николаевич (22 мая 1996 г., № 263-рп – 8 июня 1998 г., № 218-рп)

Полномочный представитель президента Российской Федерации в Контактной группе по урегулированию ситуации на Украине
- Грызлов Борис Вячеславович (с 26 декабря 2015 г., № 419-рп)[1]